# Явр
Явр (устар. Яури-йоки) — река в Финляндии (Лапландия) и России (Мурманская область). Устье реки находится в 66 км по левому берегу реки Нота. Длина реки составляет около 120 км, площадь водосборного бассейна 1700 км².
Система водного объекта: Нота → Верхнетуломское водохранилище → Тулома → Баренцево море.

## Притоки
- В 26 км от устья, по левому берегу реки впадает река Вокман.
- В 48 км от устья, по левому берегу реки впадает река Кессемкуетскйоки.
- В 60 км от устья, по левому берегу реки впадает река Антернйоки.

## Данные водного реестра
По данным государственного водного реестра России относится к Баренцево-Беломорскому бассейновому округу, водохозяйственный участок реки — Тулома от истока до Верхнетуломского гидроузла, включая Нот-озеро, речной подбассейн реки — подбассейн отсутствует. Речной бассейн реки — бассейны рек Кольского полуострова, впадает в Баренцево море.
Код объекта в государственном водном реестре — 02010000312101000001615.